# Acoustic (Everything but the Girl)
Acoustic è il settimo album in studio del duo musicale britannico Everything but the Girl, pubblicato nel 1992.

## Tracce
1. Love Is Strange (Ethel Smith, Sylvia Robinson, Mickey Baker)
2. Tougher Than the Rest (Bruce Springsteen)
3. Time After Time (Cyndi Lauper, Rob Hyman)
4. Alison (Elvis Costello)
5. Downtown Train (Tom Waits)
6. Driving (Ben Watt)
7. One Place (Tracey Thorn)
8. Apron Strings (Live) (Thorn, Watt)
9. Me and Bobby D (Thorn, Watt)
10. Come on Home (Thorn, Watt)
11. Fascination (Live) (Thorn)